# Alain Terrane
Alain Terrane (de son vrai nom Lucien Fortuné Ganassi) est un acteur français, né le 17 juillet 1923 à Bandol (Var), et mort le 28 février 2000 à Mougins, Alpes-Maritimes.

## Filmographie

### Cinéma
- 1948 : D'homme à hommes de Christian-Jaque
- 1949 : Branquignol de Robert Dhéry
- 1949 : Le Grand Cirque de Georges Péclet
- 1949 : La Patronne de Robert Dhéry
- 1950 : Casabianca de Georges Péclet : Un marin
- 1951 : Fortuné de Marseille de Henry Lepage et Pierre Méré
- 1952 : Les Révoltés du Danaé de Georges Péclet
- 1953 : Julietta de Marc Allégret
- 1953 : Tabor de Georges Péclet
- 1953 : Thérèse Raquin de Marcel Carné : Un camionneur